# Wipptal
Het Wipptal is een dal dat vanaf de Oostenrijkse stad Innsbruck langs de rivier de Sill in zuidelijke richting loopt, tot aan de Brennerpas. Daarna begint het tweede deel van het dal in het Italiaanse Zuid-Tirol, waar het de loop van de Eisack volgt via Sterzing naar Franzensfeste. Bekende plaatsen in het Wipptal zijn Matrei am Brenner en Steinach am Brenner.
Door het Wipptal loopt de Brenner Autobahn tussen Innsbruck en Verona, die over de imposante Europabrücke (Europabrug) voert, die het hele dal overspant. De bewoners van het Wipptal klagen al vele decennia over de grote verkeersoverlast die het verkeer over de snelweg met zich meebrengt.
De naam van het dal is waarschijnlijk afkomstig van de naam van een vroegere Romeinse nederzetting, Vipitenum. Ook de Italiaanse naam van de Zuid-Tiroler stad Sterzing, Vipiteno, is hiervan afgeleid.
Bozen · Burggrafenamt · Überetsch-Unterland · Salten-Schlern · Eisacktal · Pustertal · Vinschgau · Wipptal